# Thinora maldivensis
Thinora maldivensis är en kräftdjursart som först beskrevs av Lancelot Alexander Borradaile 1915.  Thinora maldivensis ingår i släktet Thinora och familjen Hippolytidae. Inga underarter finns listade i Catalogue of Life.